# Cobitis calderoni
Cobitis calderoni, conosciuto comunemente come lamprehuela, è un piccolo pesce d'acqua dolce appartenente alla famiglia Cobitidae.

## Distribuzione e habitat
Questa specie è endemica della Penisola iberica settentrionale, nei bacini dell'Ebro del Duero ed in una piccola parte di quello del Tago. Popola la parte alta dei bacini fluviali, in acque limpide, correnti, poco profonde con fondale di ciottoli o massi.

## Descrizione

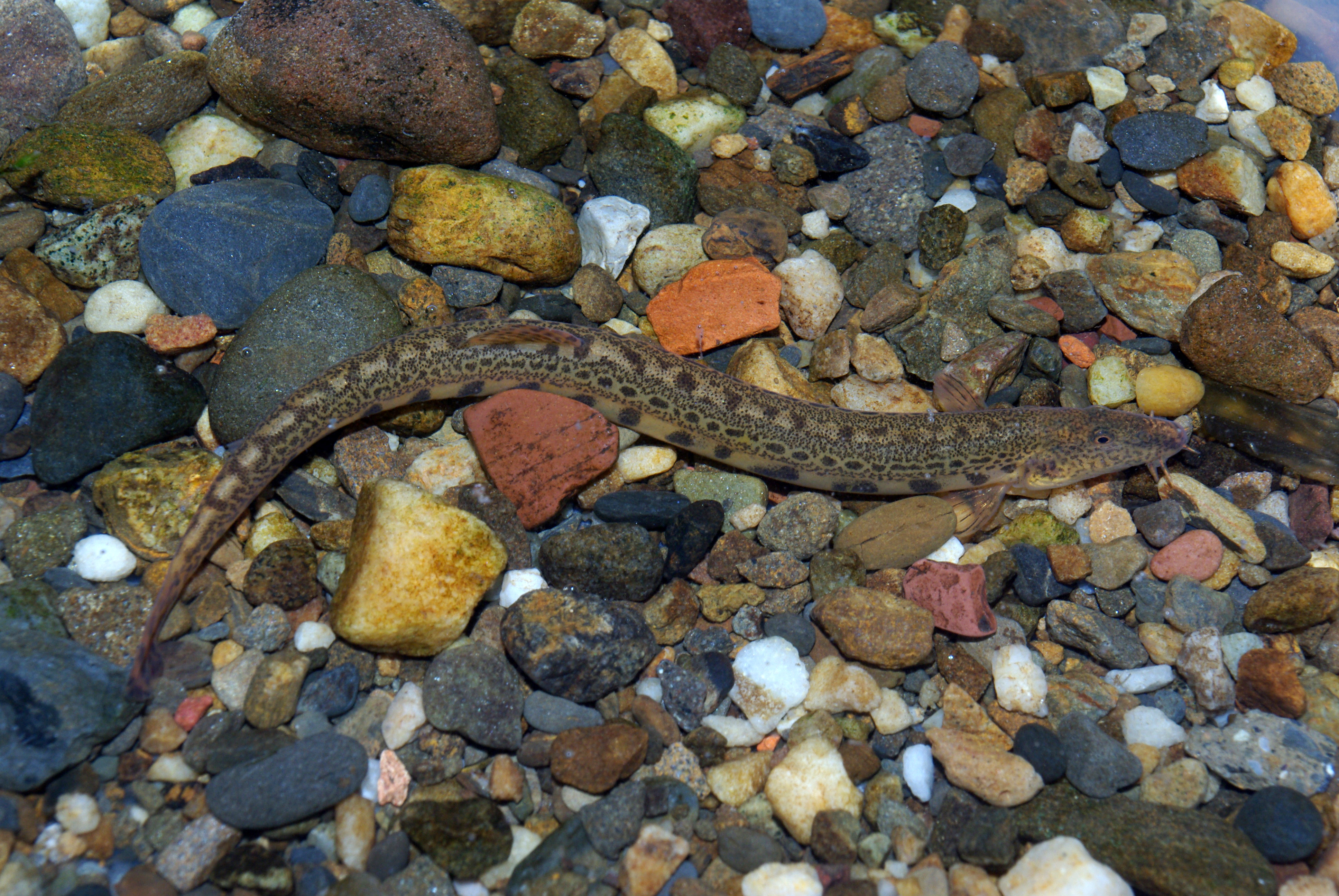
Individuo nel suo ambiente naturale

C. calderoni presenta l'aspetto tipico del genere Cobitis: corpo allungato, poco compresso ai fianchi dalla sezione ovaloide, bocca rivolta verso il basso provvista di barbigli. Le pinne sono piccole, la dorsale posizionata al centro del dorso. La livrea è mimetica, molto interessante: su un fondo giallo ocra il dorso è chiazzato di bruno, i fianchi minutamente screziati e verso il ventre una fascia orizzontale composta da chiazze ovalodi brune di grandi dimensioni. Il ventre è chiaro. Le pinne sono screziate di bruno.

La femmina raggiunge una lunghezza massima di 10 cm mentre i maschi si fermano a 6,5 cm.

## Riproduzione
Si riproduce in primavera in ambienti ciottolosi.

## Alimentazione
Si nutre di piccoli invertebrati.

## Conservazione
Si tratta di una specie minacciata di estinzione ed in forte rarefazione. Le cause sono da ricercarsi nell'estrazione di ghiaia dal letto dei torrenti e dall'introduzione di predatori alieni.